# Pera oppositifolia
Pera oppositifolia là một loài thực vật có hoa trong họ Peraceae. Loài này được Griseb. mô tả khoa học đầu tiên năm 1865.